# LII periodo legislativo del Congreso Nacional de Chile
El LII periodo legislativo del Congreso Nacional de Chile corresponde a la legislatura del Congreso Nacional, tras las elecciones parlamentarias de 2005, conformado por los senadores y los diputados miembros de sus respectivas cámaras, que inició el día 11 de marzo de 2006 y concluyó el 11 de marzo de 2010.
En el proceso electoral de 2005 se renovó en su totalidad la Cámara de Diputados, cuyos diputados ejercerion sus cargos por un periodo de cuatro años y por ende únicamente en este periodo legislativo; asimismo, se eligieron 20 senadores correspondientes a las circunscripciones de las regiones II, IV, VI, VIII, X, XII y Metropolitana, que desempeñaron sus cargos por un periodo de ocho años, y por lo tanto, también lo hicieron en el siguiente periodo legislativo. En las elecciones de 2001 se eligieron 18 senadores, correspondientes a las circunscripciones de las regiones I, III, V, VII, IX y XI, que concluyeron su mandato durante este periodo legislativo.
A partir de este periodo legislativo, comenzó a regir la norma constitucional que estableció que, en caso de vacante de un diputado o un senador, éste sería ocupada por el ciudadano que señalara el partido político al que pertenecía el parlamentario que produjo la vacante al momento de ser elegido; en caso de que hubiere sido elegido como independientes, no sería reemplazado.

## Senado de la República

Composición del Senado de Chile al iniciar el LII Periodo Legislativo. Otras composiciones durante el período:
· agosto de 2007
· octubre de 2007
· enero de 2008
· noviembre de 2009.

El Senado de la República se conformó con 18 senadores que fueron elegidos desde 2001 y que ya estaban presentes desde el anterior periodo legislativo y 20 nuevos senadores correspondientes a las Regiones de Antofagasta, Coquimbo, O’Higgins, Bío-Bío, Los Lagos, Magallanes y Metropolitana, electos para un período de ocho años, dando un total de 38 senadores que fueron elegidos mediante voto directo a través del sistema binominal por cada una de las circunscripciones electorales del país.
La composición del Senado en el LII periodo legislativo fue el siguiente:
| Región        | Circunscripción | Senadores                                        | Partido  | Región       | Circunscripción | Senadores                                      | Partido |
| ------------- | --------------- | ------------------------------------------------ | -------- | ------------ | --------------- | ---------------------------------------------- | ------- |
| Tarapacá      | 1               | Fernando Flores Labra Jaime Orpis Bouchón        | IND UDI  | Maule        | 11              | Hernán Larraín Fernández Jaime Naranjo Ortiz   | UDI PS  |
| Antofagasta   | 2               | José Antonio Gómez Urrutia Carlos Cantero Ojeda  | PRSD IND | Bío-Bío      | 12              | Alejandro Navarro Brain Hosaín Sabag Castillo  | MAS DC  |
| Atacama       | 3               | Ricardo Núñez Muñoz Baldo Prokurica Prokurica    | PS RN    | Bío-Bío      | 13              | Mariano Ruiz-Esquide Jara Víctor Pérez Varela  | DC UDI  |
| Coquimbo      | 4               | Jorge Pizarro Soto Evelyn Matthei Fornet         | DC UDI   | La Araucanía | 14              | Alberto Espina Otero Roberto Muñoz Barra       | RN PPD  |
| Valparaíso    | 5               | Sergio Romero Pizarro Carlos Ominami Pascual     | RN PS    | La Araucanía | 15              | José García Ruminot Guillermo Vásquez Úbeda    | RN PRSD |
| Valparaíso    | 6               | Nelson Ávila Contreras Jorge Arancibia Reyes     | PRSD UDI | Los Lagos    | 16              | Andrés Allamand Zavala Eduardo Frei Ruiz-Tagle | RN DC   |
| Metropolitana | 7               | Guido Girardi Lavín Jovino Novoa Vásquez         | PPD UDI  | Los Lagos    | 17              | Camilo Escalona Medina Carlos Kuschel Silva    | PS RN   |
| Metropolitana | 8               | Soledad Alvear Valenzuela Pablo Longueira Montes | DC UDI   | Aysén        | 18              | Adolfo Zaldívar Larraín Antonio Horvath Kiss   | PRI RN  |
| O'Higgins     | 9               | Juan Pablo Letelier Morel Andrés Chadwick Piñera | PS UDI   | Magallanes   | 19              | Pedro Muñoz Aburto Carlos Bianchi Chelech      | PS IND  |
| Maule         | 10              | Juan Antonio Coloma Correa Jaime Gazmuri Mujica  | UDI PS   |              |                 |                                                |         |

### Presidentes del Senado
| Inicio              | Término             | Presidente | Presidente              | Partido | Partido |
| ------------------- | ------------------- | ---------- | ----------------------- | ------- | ------- |
| 11 de marzo de 2006 | 11 de marzo de 2008 |            | Eduardo Frei Ruiz-Tagle |         | PDC     |
| 11 de marzo de 2008 | 13 de marzo de 2009 |            | Adolfo Zaldívar Larraín |         | Ind     |
| 13 de marzo de 2009 | 11 de marzo de 2010 |            | Jovino Novoa Vásquez    |         | UDI     |

### Vicepresidente
- Primer año de ejercicio (2006-2007):
  - Jaime Naranjo Ortiz (PS)
- Segundo año de ejercicio (2007-2008):
  - Carlos Ominami Pascual (PS)
- Tercer año de ejercicio (2008-2009):
  - Baldo Prokurica Prokurica (RN)
- Cuarto año de ejercicio (2009-2010):
  - Carlos Bianchi Chelech (Independiente)

## Cámara de Diputados

Composición de la Cámara de Diputados de Chile al iniciar el LII Periodo Legislativo. Otras composiciones durante el período:
· agosto de 2007
· enero de 2008
· noviembre de 2009.

La Cámara de Diputados está compuesta por 120 legisladores electos para un periodo de 4 años y reelegibles para el periodo inmediato. Los 120 diputados fueron elegidos mediante voto directo a través del sistema binominal por cada uno de los distritos electorales del país.
La composición de la Cámara de Diputados en el LII periodo legislativo fue la siguiente:
| Región        | Distrito | Diputado                                            | Partido     | Región        | Distrito | Diputado                                                          | Partido   |
| ------------- | -------- | --------------------------------------------------- | ----------- | ------------- | -------- | ----------------------------------------------------------------- | --------- |
| Tarapacá      | 1        | Iván Paredes Fierro Ximena Valcarce Becerra         | PS RN       | Metropolitana | 31       | Gonzalo Uriarte Herrera Denise Pascal Allende                     | UDI PS    |
| Tarapacá      | 2        | Fulvio Rossi Ciocca Marta Isasi Barbieri            | PS IND-UDI  | O'Higgins     | 32       | Esteban Valenzuela Van Treek Alejandro García-Huidobro Sanfuentes | IND UDI   |
| Antofagasta   | 3        | Marcos Espinosa Monardes Felipe Ward Edwards        | PRSD UDI    | O'Higgins     | 33       | Alejandro Sule Fernández Eugenio Bauer Jouanne                    | PRSD UDI  |
| Antofagasta   | 4        | Pedro Araya Guerrero Manuel Rojas Molina            | PRI UDI     | O'Higgins     | 34       | Alejandra Sepúlveda Orbenes Juan Masferrer Pellizari              | PRI UDI   |
| Atacama       | 5        | Antonio Leal Labrín René Aedo Ormeño                | PPD RN      | O'Higgins     | 35       | Juan Carlos Latorre Carmona Ramón Barros Montero                  | DC UDI    |
| Atacama       | 6        | Jaime Mulet Martínez Alberto Robles Pantoja         | PRI PRSD    | Maule         | 36       | Roberto León Ramírez Sergio Correa de La Cerda                    | DC UDI    |
| Coquimbo      | 7        | Marcelo Díaz Díaz Mario Bertolino Rendic            | PS RN       | Maule         | 37       | Sergio Aguiló Melo Germán Verdugo Soto                            | PS RN     |
| Coquimbo      | 8        | Patricio Walker Prieto Francisco Encina Moriamez    | DC PS       | Maule         | 38       | Pablo Lorenzini Basso Lily Pérez San Martín                       | DC RN     |
| Coquimbo      | 9        | Adriana Muñoz D’Albora Renán Fuentealba Vildósola   | PPD DC      | Maule         | 39       | Jorge Tarud Daccarett Osvaldo Palma Flores                        | PPD RN    |
| Valparaíso    | 10       | Marco Enríquez-Ominami Gumucio Alfonso Vargas Lyng  | PS RN       | Maule         | 40       | Guillermo Ceroni Fuentes Ignacio Urrutia Bonilla                  | PPD UDI   |
| Valparaíso    | 11       | Marco Antonio Núñez Lozano Marcelo Forni Lobos      | PPD UDI     | Bío-Bío       | 41       | Rosauro Martínez Labbé Carlos Abel Jarpa Wevar                    | RN PRSD   |
| Valparaíso    | 12       | Marcelo Schilling Rodríguez Amelia Herrera Silva    | PS RN       | Bío-Bío       | 42       | Nicolás Monckeberg Díaz Jorge Sabag Villalobos                    | RN DC     |
| Valparaíso    | 13       | Laura Soto González Joaquín Godoy Ibáñez            | PPD RN      | Bío-Bío       | 43       | Jorge Ulloa Aguillón Raúl Súnico Galdames                         | UDI PS    |
| Valparaíso    | 14       | Rodrigo González Torres Francisco Chahuán Chahuán   | PPD RN      | Bío-Bío       | 44       | José Miguel Ortiz Novoa Andrés Egaña Respaldiza                   | DC UDI    |
| Valparaíso    | 15       | Edmundo Eluchans Urenda Samuel Venegas Rubio        | UDI PRSD    | Bío-Bío       | 45       | Clemira Pacheco Rivas Sergio Bobadilla Muñoz                      | PS UDI    |
| Metropolitana | 16       | Patricio Melero Abaroa Gabriel Silber Romo          | UDI DC      | Bío-Bío       | 46       | Manuel Monsalve Benavides Iván Norambuena Farías                  | PS UDI    |
| Metropolitana | 17       | María Antonieta Saa Díaz Karla Rubilar Barahona     | PPD RN      | Bío-Bío       | 47       | José Pérez Arriagada Juan Lobos Krause                            | PRSD UDI  |
| Metropolitana | 18       | Guido Girardi Brière Carlos Olivares Zepeda         | PPD PRI     | La Araucanía  | 48       | Mario Venegas Cárdenas Gonzalo Arenas Hödar                       | DC UDI    |
| Metropolitana | 19       | Patricio Hales Dib Claudia Nogueira Fernández       | PPD UDI     | La Araucanía  | 49       | Jaime Quintana Leal Enrique Estay Peñaloza                        | PPD UDI   |
| Metropolitana | 20       | Álvaro Escobar Rufatt Roberto Sepúlveda Hermosilla  | IND RN      | La Araucanía  | 50       | Germán Becker Alvear Eduardo Saffirio Suárez                      | RN DC     |
| Metropolitana | 21       | Marcela Cubillos Sigall Jorge Burgos Varela         | UDI DC      | La Araucanía  | 51       | Eugenio Tuma Zedán Eduardo Díaz del Río                           | PPD PRI   |
| Metropolitana | 22       | Felipe Harboe Bascuñán Alberto Cardemil Herrera     | PPD RN      | La Araucanía  | 52       | Fernando Meza Moncada René Manuel García García                   | PRSD RN   |
| Metropolitana | 23       | Julio Dittborn Cordua Cristián Monckeberg Bruner    | UDI RN      | Los Lagos     | 53       | Alfonso de Urresti Longton Roberto Delmastro Naso                 | PS IND-RN |
| Metropolitana | 24       | María Angélica Cristi Marfil Enrique Accorsi Opazo  | UDI PPD     | Los Lagos     | 54       | Enrique Jaramillo Becker Gastón von Mühlenbrock Zamora            | PPD UDI   |
| Metropolitana | 25       | Ximena Vidal Lázaro Felipe Salaberry Soto           | PPD UDI     | Los Lagos     | 55       | Sergio Ojeda Uribe Javier Hernández Hernández                     | DC UDI    |
| Metropolitana | 26       | Carlos Montes Cisternas Gonzalo Duarte Leiva        | PS DC       | Los Lagos     | 56       | Fidel Espinoza Sandoval Carlos Recondo Lavanderos                 | PS UDI    |
| Metropolitana | 27       | Iván Moreira Barros Tucapel Jiménez Fuentes         | UDI IND-PPD | Los Lagos     | 57       | Marisol Turres Figueroa Patricio Vallespín López                  | UDI DC    |
| Metropolitana | 28       | Jorge Insunza Gregorio de Las Heras Darío Paya Mira | PPD UDI     | Los Lagos     | 58       | Gabriel Ascencio Mansilla Claudio Alvarado Andrade                | DC UDI    |
| Metropolitana | 29       | Isabel Allende Bussi Maximiano Errázuriz Eguiguren  | PS RN       | Aysén         | 59       | René Alinco Bustos Pablo Galilea Carrillo                         | PPD RN    |
| Metropolitana | 30       | Ramón Farías Ponce José Antonio Kast Rist           | PPD UDI     | Magallanes    | 60       | Carolina Goić Boroević Rodrigo Álvarez Zenteno                    | DC UDI    |

### Presidentes de la Cámara de Diputados
| Inicio              | Término             | Presidente | Presidente                | Partido | Partido |
| ------------------- | ------------------- | ---------- | ------------------------- | ------- | ------- |
| 11 de marzo de 2006 | 20 de marzo de 2007 |            | Antonio Leal Labrín       |         | PPD     |
| 20 de marzo de 2007 | 13 de marzo de 2008 |            | Patricio Walker Prieto    |         | PDC     |
| 13 de marzo de 2008 | 7 de agosto de 2008 |            | Juan Bustos Ramírez       |         | PS      |
| 7 de agosto de 2008 | 17 de marzo de 2009 |            | Francisco Encina Moriamez |         | PS      |
| 17 de marzo de 2009 | 11 de marzo de 2010 |            | Rodrigo Álvarez Zenteno   |         | UDI     |

### Vicepresidentes
- Primer año de ejercicio (2006 - 2007):
  - Jorge Burgos Varela (PDC)
  - José Pérez Arriagada (PRSD)
- Segundo año de ejercicio (2007 - 2008):
  - Marcelo Díaz Díaz (PS)
  - Fernando Meza Moncada (PRSD)
- Tercer año de ejercicio (2008 - 2009):
  - Guillermo Ceroni Fuentes (PPD)
  - Jorge Ulloa Aguillón (UDI)
- Cuarto año de ejercicio (2009 - 2010):
  - Alfonso Vargas Lyng (RN)
  - Raúl Súnico Galdames (PS)